# 오키나와현 선거구
오키나와현 선거구(일본어: 沖縄県選挙区)는 일본의 참의원 선거구이다. 1972년 오키나와 반환 직전인 1970년부터 참의원 의원을 선출하고 있다.

## 선거구 정보
| 지역      | 오키나와현 전역          |
| 의원 정수 | 2명 (개선 정수 1명)      |
| 유권자 수 | 1,179,514명 (2022년 9월) |

## 역대 의원
| 홀수회                                | 홀수회        | 짝수회        | 짝수회                                                   |
| 의원                                  | 선거          | 선거          | 의원                                                     |
| ------------------------------------- | ------------- | ------------- | -------------------------------------------------------- |
| 이나미네 이치로 (자유민주당)          | 1970년 보궐   | 1970년 보궐   | 갼 신에이 (무소속)                                       |
| 이나미네 이치로 (자유민주당)          | 1971년 제9회  |               | 갼 신에이 (무소속)                                       |
| 이나미네 이치로 (자유민주당)          |               | 1974년 제10회 | 갼 신에이 (개혁공투회의)                                 |
| 이나미네 이치로 (자유민주당)          | 1977년 제11회 |               | 갼 신에이 (개혁공투회의)                                 |
| 이나미네 이치로 (자유민주당)          |               | 1980년 제12회 | 갼 신에이 (개혁공투회의)                                 |
| 이나미네 이치로 (자유민주당)          |               | 1982년 보궐   | 오시로 신준 (자유민주당)                                 |
| 갼 신에이 (개혁공투회의)              | 1983년 제13회 |               | 오시로 신준 (자유민주당)                                 |
| 갼 신에이 (개혁공투회의)              |               | 1986년 제14회 | 오시로 신준 (자유민주당)                                 |
| 갼 신에이 (개혁공투회의)              | 1989년 제15회 |               | 오시로 신준 (자유민주당)                                 |
| 갼 신에이 (개혁공투회의)              |               | 1992년 제16회 | 시마부쿠 소코 (오키나와 사회대중당)                      |
| 데루야 간토쿠 (무소속)                | 1995년 제17회 |               | 시마부쿠 소코 (오키나와 사회대중당)                      |
| 데루야 간토쿠 (무소속)                |               | 1998년 제18회 | 시마부쿠 소코 (무소속)                                   |
| 니시메 준시로 (자유민주당)            | 2001년 제19회 |               | 시마부쿠 소코 (무소속)                                   |
| 니시메 준시로 (자유민주당)            |               | 2004년 제20회 | 이토카즈 게이코 (무소속)                                 |
| 이토카즈 게이코 (무소속)              | 2007년 제21회 | 2007년 보궐   | 시마지리 아이코 (아이 러브 오키나와! 빛나는 현민의 모임) |
| 이토카즈 게이코 (무소속)              |               | 2010년 제22회 | 시마지리 아이코 (자유민주당)                             |
| 이토카즈 게이코 (오키나와 사회대중당) | 2013년 제23회 |               | 시마지리 아이코 (자유민주당)                             |
| 이토카즈 게이코 (오키나와 사회대중당) |               | 2016년 제24회 | 이하 요이치 (무소속)                                     |
| 다카라 데쓰미 (무소속)                | 2019년 제25회 |               | 이하 요이치 (무소속)                                     |
| 다카라 데쓰미 (무소속)                |               | 2022년 제26회 | 이하 요이치 (무소속)                                     |

## 최근 선거 결과

### 2016년 (제24회)
|  | 57.86% |

|  | 40.52% |

|  | 1.61% |

### 2019년 (제25회)
|  | 53.57% |

|  | 42.12% |

|  | 2.22% |

|  | 2.09% |

### 2022년 (제26회)
|  | 46.89% |

|  | 46.40% |

|  | 3.86% |

|  | 1.89% |

|  | 0.97% |

## 같이 보기
- 오키나와현 제1구
- 오키나와현 제2구
- 오키나와현 제3구
- 오키나와현 제4구